# 惟宗康友
惟宗 康友（これむね の やすとも、別名:藤内康友・鹿児島康友）は、日本の鎌倉時代の御家人。薩摩国鹿児島郡生まれ。
藤内内舎人・右馬允・大夫判官・鹿児島郡司并弁済使職・文治年間の頃に於いて禁裏薩摩国新田宮八幡執印職并五大院院主職・鎌倉幕府御家人で、鹿児島氏を称する。【初代,執印氏】
惟宗氏がもともと摂関家(藤原氏)に仕えた京都の武士であり、また 鹿児島は島津荘(摂関家であった近衛家領荘園)内で、また 康友は藤内内舎人である。建仁3年12月、島津荘寄郡鹿児島郡司弁済使職の意見に対し、鎌倉幕府から相伝の道理に基づき守護所に裁決された。

## 系譜
惟宗氏
惟宗具瞻(従五位下陰陽頭)―正邦(従五位下陰陽頭)―考親(従五位下能登守)―考言(従四位下伊賀守掃部介)―忠方[忠親](紀中納言若狭守)―友國[知國](宗大納言従二位兵庫太夫)―友兼(筑前先生主典代)―友広(明法得業生)―康友(初代執印)―康兼(執印氏)…　　　具瞻以前は不詳。
惟宗姓である事から秦氏の後裔であり、忠を通字とする惟宗氏に皇別の聖武天皇説・醍醐天皇説の2流があるが、康友の子孫の執印氏や国分氏は醍醐天皇後裔説の、醍醐天皇―保明親王―慶頼王―惟宗具瞻としている。
【先代】
　惟宗友広（明法得業生）
【子】
　康村　（康兼・鹿児島大郎・中務允） 執印氏
　友久　（国分寺留守左衛門尉・右近将監） 国分氏
　友家　（平野家元祖）
　康忠　（五代四郎・忠康）